# اتو کردن پستان
اتو کردن پستان عملی است خشونت علیه زنان که معمولاً علیه دختران خردسال صورت می‌گیرد. هدف از این عمل کاهش کشش جنسی دختران است. عمل اتو کردن پستان بیشتر در آفریقا در کشور کامرون انجام می‌شود. در طی این عمل که می‌تواند به شکل بریدن یا سوزاندن نوک سینه‌های یک دختر، با استفاده از فولاد یا سایر اشیاء داغ در تلاش برای متوقف کردن رشد یا حتی ناپدید شدن آنها باشد، پستان دختر کاملاً صاف می‌شود. چنین تصور می‌شود که با این کار، فرد کمتر در معرض تجاوز جنسی و ازدواج زودهنگام قرار می‌گیرد.